# Saint-Pierre-Azif
Saint-Pierre-Azif település Franciaországban, Calvados megyében. Lakosainak száma 165 fő (2022. január 1.). Saint-Pierre-Azif Blonville-sur-Mer, Bourgeauville, Branville, Glanville, Saint-Vaast-en-Auge, Vauville és Villers-sur-Mer községekkel határos.

## Népesség
A település népessége az elmúlt években az alábbi módon változott:
| Lakosok száma | 176  | 145  | 158  | 141  | 178  | 168  | 164  | 163  | 162  | 165  |
|               | 1968 | 1982 | 1990 | 2006 | 2013 | 2015 | 2017 | 2019 | 2020 | 2022 |